# XIII
XIII je dvanaesti studijski album njemačkog heavy metal-sastava Rage. Diskografska kuća GUN Records objavila ga je 23. ožujka 1998. Drugi je album sastava snimljen s orkestrom Lingua Mortis.

## Popis pjesama
| 1.    | »Overture« (instrumentalna skladba)       | 1:56 |
| 2.    | »From the Cradle to the Grave«            | 4:51 |
| 3.    | »Days of December«                        | 4:35 |
| 4.    | »Changes (Part 1: Sign of Heaven)«        | 4:17 |
| 5.    | »Changes (Part 2: Incomplete)«            | 5:10 |
| 6.    | »Changes (Part 3: Turn the Page)«         | 5:02 |
| 7.    | »Heartblood«                              | 6:20 |
| 8.    | »Over and Over«                           | 3:47 |
| 9.    | »In Vain (I Won't Go Down)«               | 5:19 |
| 10.   | »Immortal Sin«                            | 5:28 |
| 11.   | »Paint It Black« (obrada Rolling Stonesa) | 4:32 |
| 12.   | »Just Alone«                              | 6:34 |
| 13.   | »XIII« (instrumentalna skladba)           | 0:05 |
| 57:56 |                                           |      |

## Zasluge
Rage
- Chris Efthimiadis – bubnjevi
- Peter "Peavy" Wagner – vokali, bas-gitara
- Spiros Efthimiadis – gitara
- Sven Fischer – gitara

Dodatni glazbenici
- Lutz Thomas – didžeridu (na pjesmi "Just Alone"), bora bora (na pjesmi "Heartblood")

Ostalo osoblje
- Christian Wolff – klavijature, produkcija, orkestar
- Ronald Prent – miks, mastering
- Sander van der Heide – mastering
- Jörg Umbreit – snimanje
- Stefan "Gaby" Moormann – snimanje (dodatni)
- Jörg Steinfadt – miks (dodatni)
- Peter Dell – dizajn, grafički dizajn
- Jens Peter Rosendahl – fotografije
- Volker Beushausen – fotografije